# Lauma
 (avril 2024).
La mise en forme du texte ne suit pas les recommandations de Wikipédia : il faut le « wikifier ».
Les points d'amélioration suivants sont les cas les plus fréquents. Le détail des points à revoir est peut-être précisé sur la page de discussion.
- Les titres sont pré-formatés par le logiciel. Ils ne sont ni en capitales, ni en gras.
- Le texte ne doit pas être écrit en capitales (les noms de famille non plus), ni en gras, ni en italique, ni en « petit »…
- Le gras n'est utilisé que pour surligner le titre de l'article dans l'introduction, une seule fois.
- L'italique est rarement utilisé : mots en langue étrangère, titres d'œuvres, noms de bateaux, etc.
- Les citations ne sont pas en italique mais en corps de texte normal. Elles sont entourées par des guillemets français : « et ».
- Les listes à puces sont à éviter, des paragraphes rédigés étant largement préférés. Les tableaux sont à réserver à la présentation de données structurées (résultats, etc.).
- Les appels de note de bas de page (petits chiffres en exposant, introduits par l'outil «  Source ») sont à placer entre la fin de phrase et le point final[comme ça].
- Les liens internes (vers d'autres articles de Wikipédia) sont à choisir avec parcimonie. Créez des liens vers des articles approfondissant le sujet. Les termes génériques sans rapport avec le sujet sont à éviter, ainsi que les répétitions de liens vers un même terme.
- Les liens externes sont à placer uniquement dans une section « Liens externes », à la fin de l'article. Ces liens sont à choisir avec parcimonie suivant les règles définies. Si un lien sert de source à l'article, son insertion dans le texte est à faire par les notes de bas de page.
- La présentation des références doit suivre les conventions bibliographiques. Il est recommandé d'utiliser les modèles {{Ouvrage}}, {{Chapitre}}, {{Article}}, {{Lien web}} et/ou {{Bibliographie}}. Le mode d'édition visuel peut mettre en forme automatiquement les références.
- Insérer une infobox (cadre d'informations à droite) n'est pas obligatoire pour parachever la mise en page.

Pour une aide détaillée, merci de consulter Aide:Wikification.
Si vous pensez que ces points ont été résolus, vous pouvez retirer ce bandeau et améliorer la mise en forme d'un autre article.

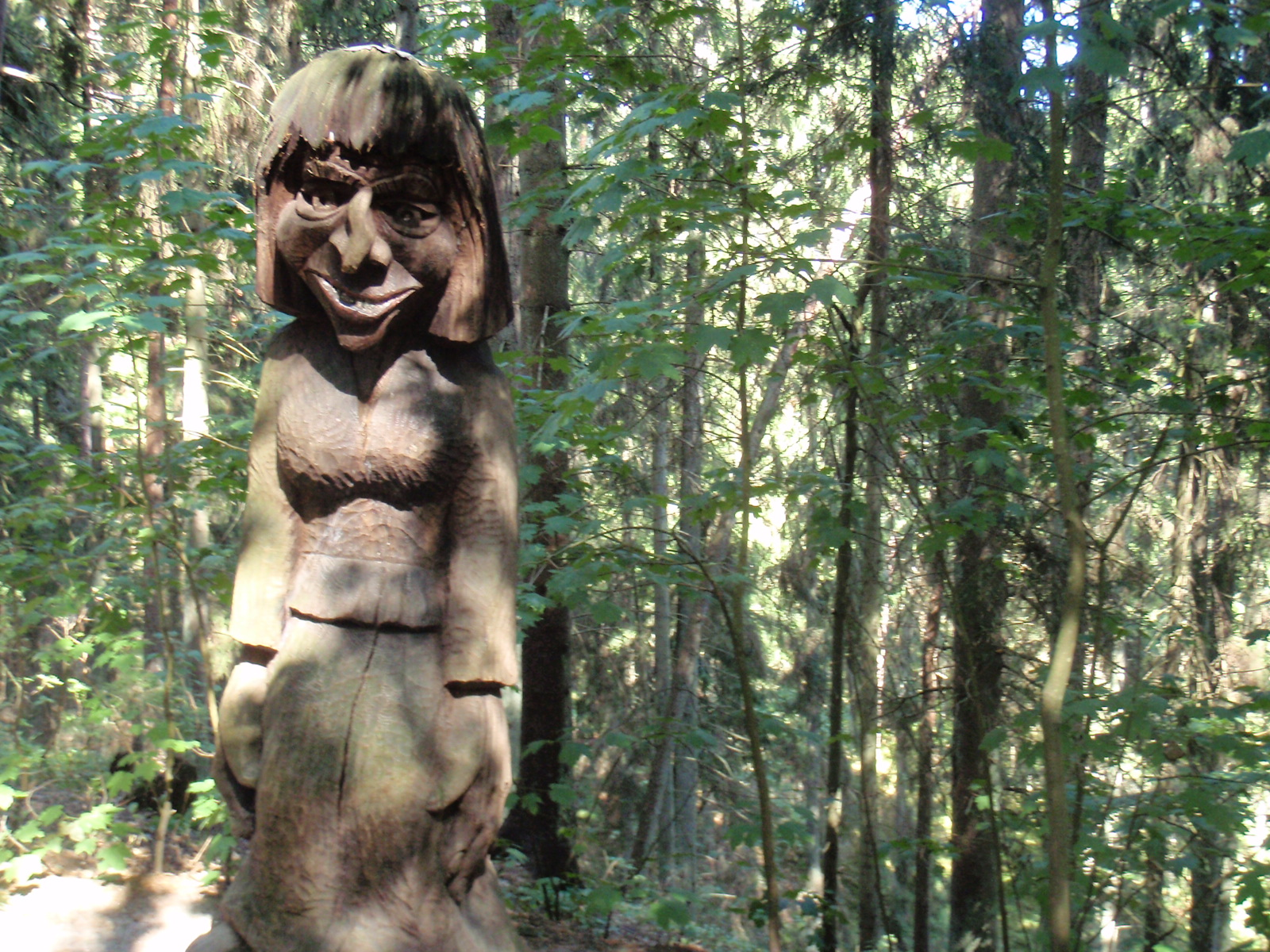
"Laumė/La Bonne Sorcière", sculpture en bois de 1980 de Romas Venckus sur la Colline des Sorcières

Laumė en lituanien, Lauma en letton, ou Łauma en yotvingien, est une fée sylvestre, gardienne des orphelins, dans la mythologie des régions baltes, occidentales comme orientales (ou yotvingiennes). 

## Dans la mythologie lituanienne
Les Laumės sont les plus anciennes déesses de la mythologie lituanienne. Il est possible que les premières représentations de ces divinités soient apparues durant le mésolithique, juste après l'ère glaciaire. Les Laumės pouvaient prendre des formes zoomorphes (juments ou chèvres femelle, ourses ou chiennes). Les Laumės ultérieures eurent une apparence semi-anthropomorphe : elles étaient généralement pourvues de serres en guise de pieds et étaient représentées en femmes avec une tête ou un corps de chèvre. D'autres représentations les dotent de formes hybrides mi-être humain/mi-chien ou mi-jument, à l'instar des centaures.  À l'origine, les Laumės étaient représentées comme des créatures ornithomorphes ou zoomorphes. Leur forme originelle était un oiseau, le pigeon, qui est souvent appelé l'oiseau des Laumės. Elles sont représentées assises ou accroupies sur des arbres, généralement des bouleaux, sur lesquels poussent des balais de fées. D'autres plantes forestières associées aux laumės sont les elaphomyces (laumriešučiai), les fougères-à-l'autruche (laumpaparčiai).
Sous forme zoomorphe, elles sont représentées comme des chèvres sauvages, des femmes à tête de chèvre cornue, à forte poitrine, des ours, des chats, des chiennes à poils bruns et des juments.
Finalement, les laumės sont devenues des créatures semi-zoomorphes semi-anthropomorphes: des femmes aux pattes de poule ou de coq, vêtues d'étamine, couvertes de paille. Ailleurs, la Laumė est représentée sous forme d'une belle jeune fille vêtue de robes d'or, mais si on les lui enlevait, son corps ressemblerait à celui d'une poule. Il y a également des déesses avec des pattes d'oiseau, une grosse tête et de grands yeux.
La forme anthropomorphique des Laumės remonte à l'âge de pierre, lorsque le cannibalisme existait encore. Les Laumės cannibales avaient une apparence effrayante : de longs bras avec des doigts de pierre et des griffes acérées, de grandes dents, des cheveux emmêlés et de longs seins. La nuit, elles happaient les hommes qu'elles rencontraient, ou les mordaient et les mangeaient. Elles vivaient près de l'eau, dans des forêts denses, dans des bains abandonnés, buvaient de la vapeur et avaient peur de la fleur de lin et des objets en métal, surtout en fer. Les Laumės déchiraient et mangeaient les gens et les enfants.
À l'aube du christianisme, les laumės sont représentées comme de belles femmes vêtues de beaux vêtements, ayant perdu leurs attributs cannibales. Dans certains cas, elles apparaissent nues, à la fois attirantes et maternelles.
Elles avaient également de larges seins aux mamelons de pierre ; les morceaux de belemnites trouvés par terre étaient surnommés « mamelons de Laumės ».
Les Laumės étaient dangereuses, surtout pour les hommes. Elles pouvaient tuer des gens, à force de les chatouiller et de les pincer, avant de les dévorer, semblables à cet égard au personnage de Lamia dans la mythologie grecque. La mythologie lituanienne leur attribue également des troupeaux d'énormes vaches que chacun pouvait traire. Cependant, du fait de saisons particulièrement froides, les vaches moururent ; et l'on considérait que des morceaux de belemnites étaient ce qui restait de leurs mamelles. Les Laumės craignaient les outils en fer.
Les Laumės peuvent être considérées comme des déesses atmosphériques. On dit que Laumė était une belle déesse, qui siégeait dans les nuages sur un trône de diamant. D'après certains mythes, Laumė était la fiancée du dieu du tonnerre Perkūnas ; cependant, ils ne se marièrent pas, parce que Laumė s'était éprise de tombée de la Lune, considérée comme un dieu mâle en Lituanie. C'est pourquoi Laumė aimait le clair de lune. Selon d'autres versions, la fiancée fut enlevée par le démon Velnias, nommé Tuolius. Un autre mythe évoque la fiancée de Perkūnas, une Laumė nommée Vaiva. L'arc-en-ciel était surnommé "ruban de Vaiva". Malgré son mariage, elle s'éprit d'un chanteur nommé Straublys. Straublys avait dérobé le ruban de Vaiva. Pendant une averse, Straublys étira le ruban de Vaiva à travers le ciel, à la grande colère de Perkūnas qui se mit à tonner. On pensait que c'était l'arc-en-ciel qui déclenchait la pluie, tandis que les bergers lituaniens disposaient d'une incantation ou d'une malédiction propre à déchirer l'arc-en-ciel et faire ainsi disparaître la pluie. Selon encore un autre mythe, Laumė s'était éprise d'un beau jeune homme sur Terre. Ils eurent un fils nommé Meilius (nom dérivé du mot « Meilė » – amour). Laumė descendait régulièrement du ciel pour allaiter son fils. Cependant, le Roi des dieux découvrit l'existence du fils illégitime et le souleva au firmament avant de lui assigner une place parmi les étoiles. Après quoi, il trancha les seins de Laumė, de sorte qu'il est désormais possible de trouver des morceaux de pierre sur Terre.
Les Laumės descendirent du ciel sur Terre. Elles vivaient à proximité des lacs, des bains abandonnés, ou résidaient sur des îlots lacustres ou dans des forêts denses. Nombre d'étendues d'eaux dormantes en Lituanie portent un nom dérivé du mot Laumė. Les Laumės aimaient se retrouver près des fleuves, des lacs, des marécages, dans les prairies, où la rosée se forme la nuit à la Nouvelle Lune ou à la Pleine Lune. Elles dansaient et s'amusaient, laissant des cercles (comme les ronds de sorcières ) dans l'herbe. Habituellement, les Laumės sont à l'apogée de leur puissance le vendredi de la Nouvelle lune, et durant les jours les plus pluvieux en Lituanie. Les Laumės pouvaient faire se lever des tempêtes, des orages de grêle, ou de pluie par leurs chants, leurs danses ou leurs malédictions. Jusqu'au XIXè siècle, il était d'usage d'entonner un chant des Laumės lors des mariages. Ce chant était interprété par des jeunes filles dansant en cercle, l'une d'elles au milieu. On disait également que la danse et le chant avaient la vertu de faire pleuvoir.
L'arc-en-ciel était souvent surnommé "ruban perdu par les Laumės". C'est ainsi qu'elles furent associées au tissage. Les Laumės apparaissaient généralement par groupes de trois. C'étaient des femmes accomplies dans les tâches domestiques, excellant notamment dans le tissage et le filage. Elles aiment les enfants, respectent le travail et aident les gens dans le besoin. Elles punissent ceux qui les tournent en ridicule, ainsi que les paresseux. Voici deux exemples de contes populaires mettant les Laumės à l'honneur :

### Les Laumės (les fées) et le bébé
Une femme récoltait un parterre de fleurs, et avait emmené son enfant avec elle. Celui-ci s'assoupit et dormit toute la journée. La mère était tellement prise par sa tâche qu'elle en oublia l'enfant dehors.
Sa journée terminée, la femme rentra chez elle pour traire les vaches et préparer le dîner. Elle servait son mari qui lui demanda soudain : « Où est mon fils ? Terrifiée, elle s'écria : « Je l'ai oublié ! » Elle alla aussi vite qu'elle put à l'endroit où elle avait laissé son fils, alors qu'une Laumé lui murmurait à l'oreille : « Čiūčia liūlia, enfant oublié ». La mère cria de toutes ses forces, implorant la Laumé de lui rendre son enfant. La fée lui répondit : « Allons, allons, ma chère, voici ton enfant, reprends-le. Nous ne lui avons fait aucun mal. Nous savons que tu travailles très dur, à de nombreuses tâches, et que tu ne voulais pas laisser ton enfant derrière toi. »
Les fées comblèrent ensuite le bébé de présents, au point de permettre à la mère d'en entretenir plusieurs. Une fois rentrée chez elle avec son enfant chéri et ses précieux cadeaux, la mère fut elle accueillie avec liesse.
Apprenant cette bonne fortune, une autre femme fut prise de jalousie. Elle se dit : « Je vais faire de même et serai moi aussi comblée de présents. » Le lendemain soir, au crépuscule, elle prit son enfant, l'abandonna dans un champ puis rentra chez elle. Elle dîna sans plus y réfléchir, avant de songer à son enfant -- et au trésor qu'elle attendait.
Lorsqu'elle retourna au champ, elle entendit les fées s'écrier : « Čiūčia liūlia, tu as laissé ton enfant par cupidité. » Et l'enfant poussait des hurlements de douleur, car elles le pinçaient et le tourmentaient sans merci. Le supplice se prolongea jusqu'à l'arrivée de la mère. Les fées finirent par jeter l'enfant mort à ses pieds.

### Les Fées prédisent l'avenir d'un nouveau-né
Une Laumė s'approche d'une fenêtre et s'écrie : « Des centaines naissent, des centaines meurent, quel sera son sort ? » Une autre lui répond alors : « Naissance la nuit, mort la nuit ». Le concert de hurlements et de lamentations se poursuit de plus belle sous la fenêtre. De l'intérieur, une autre répond : « Cette naissance nocturne est un long travail, qui demande plus d'intelligence mais pas plus d'efforts, que de mener une bonne vie. » On entend à nouveau crier à la fenêtre : « Des centaines naissent, des centaines meurent, quel sera son sort ? » Une autre réponse fuse : « Qui naît au matin sera un robuste travailleur. » Et le même questionnement recommence à intervalles réguliers. La réponse a été : « Qui naît à midi sera un enfant bienheureux, enthousiaste, et qui recherchera tout ce que ne relève pas de la richesse. »

## Dans la mythologie lettone
Dans la mythologie lettone, Lauma est une sage-femme, qui veille à la santé et au bien-être de la mère et de l'enfant. Si la mère ne survit pas ou abandonne l’enfant, elle devient la mère de subsitution. Elle confectionne le tissu de la vie pour l'enfant, tout en déplorant le sort de certains. Le fait que le tissu puisse, dans une certaine mesure, se tisser tout seul, montre qu'elle dispose d'un pouvoir supérieur à celui de Lauma.
Au fil des ans, son image s’est progressivement dégradée. Accusée de vol de bébés par des maris méprisants (puisqu'elle est elle-même incapable d'enfanter), elle perd sa beauté et sa douceur, devenant une vieille sorcière maléfique. Elle se lamente sur son devenir, appelant de ses voeux le jour où elle retrouvera sa beauté d'avant.

## Dans la mythologie yotvingienne
Dans la bande dessinée Łauma de Karol Kalinowski, le protagoniste principal est protégé par Łauma, la version yotvingienne de Lauma. Le personnage de Łauma figure également sur la couverture,.